# NGC 613

NGC 613

NGC 613 هي مجرة تتبع كوكبة معمل النحات. اكتشفها ويليام هيرشل في 9 ديسمبر 1798.
في 26 سبتمبر2016 صوّر أحد هواة الفلك من الأرجنتين انفجار مستعر أعظم في أحد أذرع تلك المجرة ؛ وبعد إعلانها سُجلت تحت أسم مستعر أعظم [SN 2016gkg] في الكتالوج.

## اقرأ أيضا
- مستعر أعظم SN 2016gkg
- مستعر أعظم 1987 إيه
- مستعر أعظم SN 1993J

## روابط خارجية

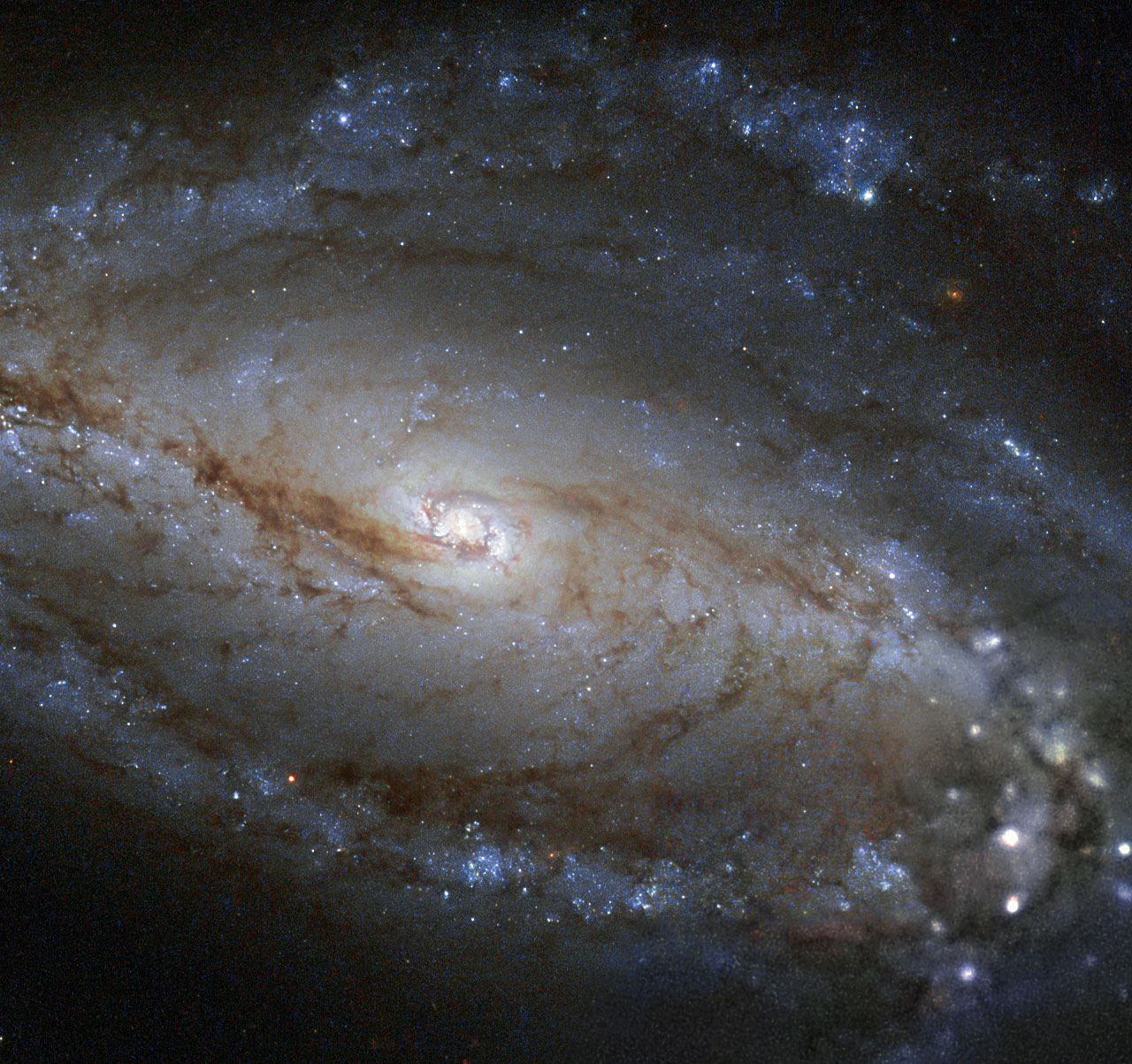
صورة عالية الدقة لمركز المجرة إلتقطها تلسكوب هابل الفضائي ، تتميز أذرعتها بوجود عدد كبير من مناطق هيدروجين II ، وتجد لونها في الصورة أزرق وأزرق فاتح وهي مناطق نشأة نجوم جديدة.

- NGC 613 على موقع ويكي سكاي: DSS2, SDSS, GALEX, IRAS, Hydrogen α, X-Ray, Astrophoto, Sky Map, Articles and images